# Площадь Защитников Украины
Площадь Защитников Украины (укр. Майдан Захисників України, до 1925 — Конная площадь, до 2016 — площадь Восстания) — одна из площадей города Харькова. Ранее была названа в честь восстания харьковского пролетариата во время Первой русской революции в 1905 году, которое происходило на этой площади.

## История
После 1816 года место размещения конной ярмарки стали называть Конная площадь. Когда-то здесь находился ипподром. На этом месте были и фабрика по изготовлению фосфорных спичек, и завод сельскохозяйственных машин Гельферих-Саде (позже «Серп и молот»).
В 1975 году на площади было построено новое здание автостанции.
С незапамятных времён и до наших дней на площади находится Конный рынок.

## Транспорт
Через площадь проходят маршруты автобусов и трамваев (ранее — конки), размещена троллейбусная конечная «Конный рынок». На площадь Защитников Украины ведут выходы с одноимённой станции метро. Автостанция № 3 перевозит пассажиров в Волчанском, Змиёвском и Бабаевском направлениях.

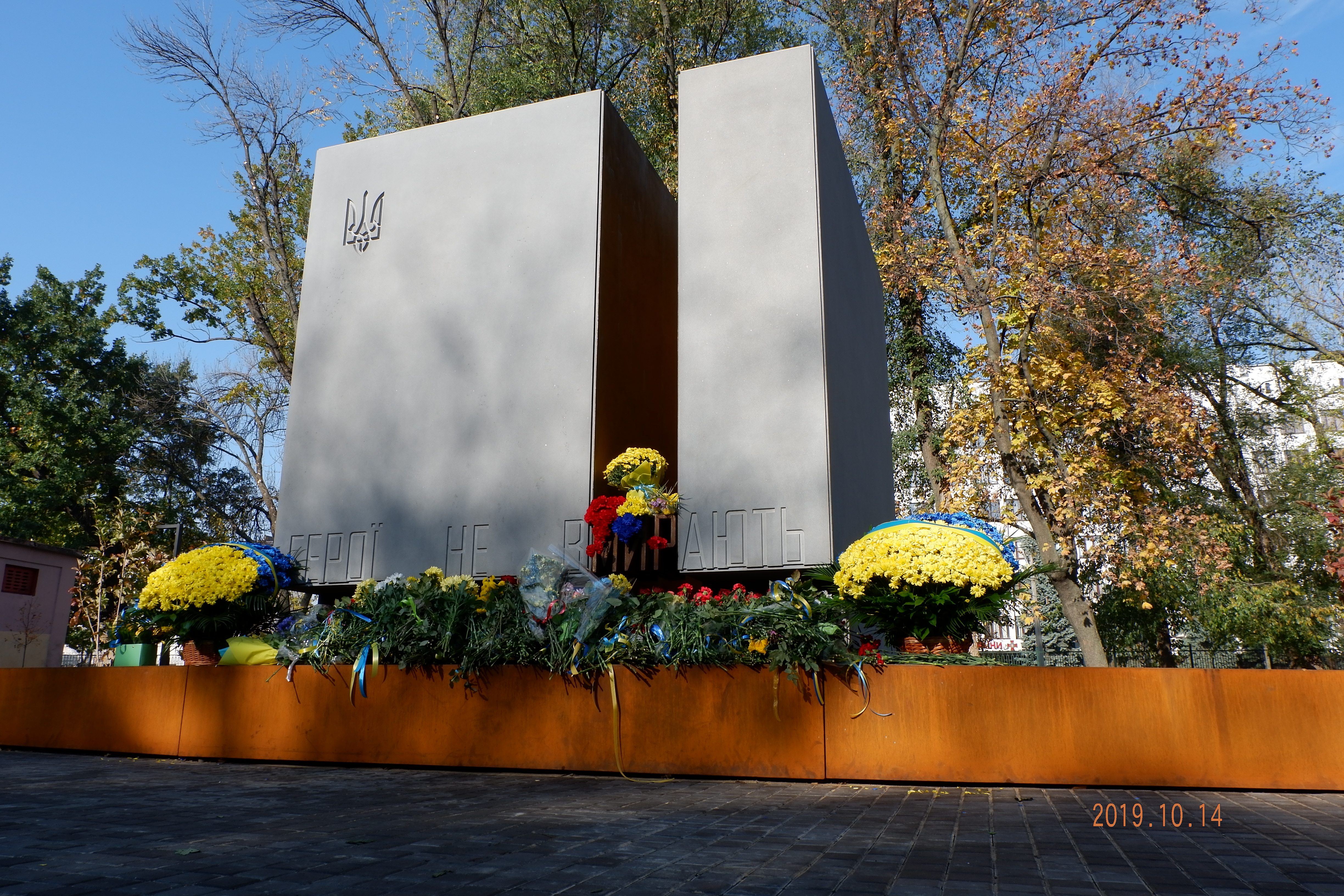
Мемориал защитникам Украины (2019)

Индекс объекта — 61005.

## Достопримечательности
- Мемориал защитникам Украины.